# 16560 Daitor
16560 Daitor (provisional designation: 1991 VZ5) là một thiên thể Troia của Sao Mộc, trong nhóm Troia, và là một hành tinh vi hình. Nó được phát hiện bởi Eric Walter Elst ở Đài thiên văn La Silla, Chile ngày 2 tháng 11 năm 1991. Nó được đặt theo tên Daitor, một nhân vật thần thoại đã bị giết bởi Teucer trong chiến tranh thành Troia.